# سامرتايم بول
سامرتايم بول (بالإنجليزية: The Summertime Ball)‏ هو مهرجان مصغر بلندن، يقام كل أول أو ثاني يوم سبت من شهر يونيو من قبل محطة الراديو كابيتول إف إم. كان الاحتفال الأول قد أقين في استاد الإمارات في عام 2009، ومنذ ذلك الحين انتقل التنظيم إلى استاد ويمبلي. يتكفل بالترويج والبث للمهرجان «شبكة كابيتول». منذ أول حدث تداول أربعة رعاة مختلفين على رعاية المهرجان. إلا أنه ومنذ عام 2012، احتكر فودافون عقد رعاية المهرجان. بالنسبة لعام 2009، رعى باركلايكارد الحدث. في عام 2010، قامت كادبوري بالرعاية، ثم ستاربكس في عام 2011.
يتم التبرع بجزء من الربح من مبيعات التذاكر لجمعية «كابيتول للأطفال» (المعروف سابقًا باسم Help a London Child)، كما قامت مؤسسة كابيتول الخيرية. في عام 2015، بالتبرع بجزء من مبيعات التذاكر لجمعية "Make Some Noise".